# Bent Hamer
Bent Hamer (Sandefjord, 18 december 1956) is een Noors filmregisseur, scenarioschrijver en filmproducent.

## Biografie
Bent Hamer werd in 1956 geboren in Sandefjord en studeerde filmtheorie en literatuur aan de Universiteit van Stockholm en de Stockholms Filmskola. Hij begon met het schrijven en regisseren van korte films en documentaires. Met zijn korte film Applaus won hij in 1994 de Amandaprisen voor beste kortfilm. Zijn eerste langspeelfilm Eggs ging in 1995 in première op het filmfestival van Cannes in de sectie Quinzaine des réalisateurs. De film won verscheidene filmprijzen op internationale filmfestivals en de Amandaprisen voor beste Noorse film. Zijn films Salmer fra kjøkkenet (2003), O' Horten (2008) en 1001 gram (2014) werden geselecteerd als Noorse inzending voor de Oscar voor beste niet-Engelstalige film maar werden niet genomineerd.
Hamer is oprichter en eigenaar van de filmstudio BulBul Film Association, opgericht in Oslo in 1994.

## Filmografie

### Speelfilms
- 1001 gram (2014)
- Hjem til jul (2010)
- O' Horten (2008)
- Factotum (2005)
- Salmer fra kjøkkenet (2003)
- En dag til i solen (1998)
- Eggs (1995)

### Korte films
- Bare kødd (1995)
- Applaus (1993)
- Stein (1992)
- Søndagsmiddag (1990)
- Happy Hour (1990) (samen met Jörgen Bergmark)
- Makrellen er kommen (1991)
- Den döende draken (1988)

### Documentaires
- Norge erobreren deel van de documantaireserie 2001–05
- Mot til verdighet (1994)

## Prijzen en nominaties
De belangrijkste:
| Jaar | Prijs        | Categorie        | Film                 | Uitslag  |
| ---- | ------------ | ---------------- | -------------------- | -------- |
| 2015 | Amandaprisen | Beste scenario   | 1001 Gram            | Gewonnen |
| 2003 | Amandaprisen | Beste film       | Salmer fra kjøkkenet | Gewonnen |
| 1998 | Amandaprisen | Beste scenario   | En dag til i solen   | Gewonnen |
| 1995 | Amandaprisen | Beste film       | Eggs                 | Gewonnen |
| 1994 | Amandaprisen | Beste korte film | Applaus              | Gewonnen |